# Witney & District League
De Witney & District League is een Engelse regionale voetbalcompetitie. Er zijn 4 divisies en de hoogste bevindt zich op het 13de niveau in de Engelse voetbalpiramide. De kampioen van de Premier Division kan promoveren naar de Oxfordshire Senior Football League.